# Heluán kormányzóság

Az egykori Heluán kormányzóság Egyiptomon belül.

A Heluán kormányzóság (arabul: محافظة حلوان) Egyiptom egyik közigazgatási területe volt. Területe Alsó-Egyiptomhoz tartozott.

## Története
A Helwan kormányzóság 2008. áprilisban jött létre, mikor területét leválasztották a Kairó kormányzóságról. Azért hozták létre, hogy ezzel is terhet vegyenek le Kairóról, az ország egyik legsűrűbben lakott kormányzóságáról. A kormányzóság központja Heluán lett. Ide tartozott Kairó egyik jómódú szomszédja, Mádi. 2011. áprilisban Esszám Saraf megszüntette Heluán kormányzóságot, és területét visszacsatolta Kairó kormányzósághoz.

## Városai
- Heluán
- Atfih